# Condado del Valle de Marlés

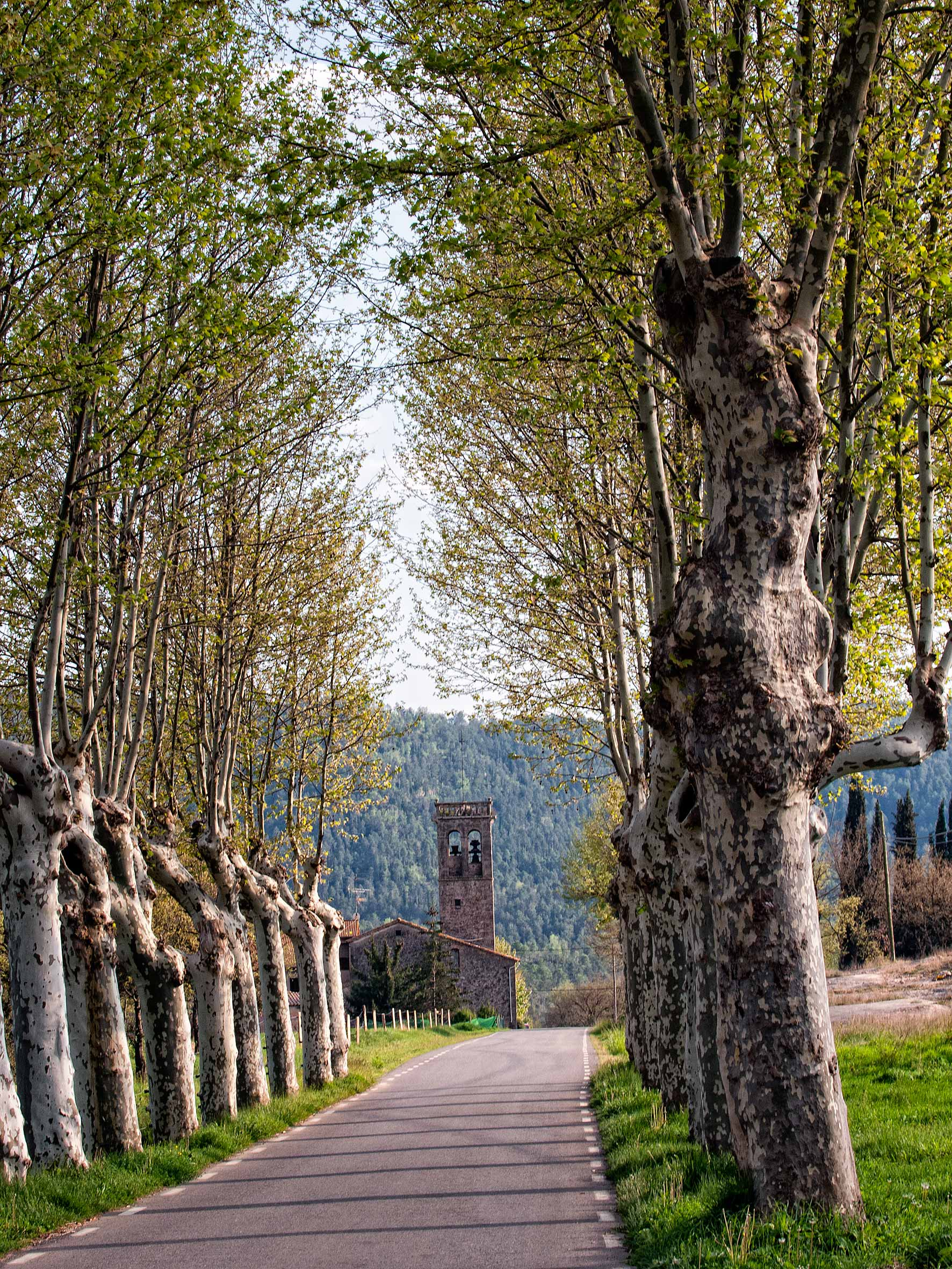
Municipio de Santa María de Marlés, en el Valle de Marlés, provincia de Barcelona.

Escudo del municipio de Santa María de Marlés, provincia de Barcelona.

El Condado del Valle de Marlés es un título nobiliario español creado por la reina Isabel II el 21 de septiembre de 1861 a favor de Mariano Oriola-Cortada e Ibáñez-Cuevas,  alcalde de Vich, Caballero de la Real Maestranza de Ronda y Caballero de la Orden de Carlos III.
El nombre del título se debe al Valle de Marlés (en catalán: la Vall de Merlès), situado en la Cataluña Central, en las comarcas del Bergadá y el Bages.  La localidad más significativa del Valle es Santa María de Marlés.
El fondo patrimonial del linaje Oriola-Cortada se conserva en el Archivo Nacional de Cataluña.

## Condes del Valle de Marlés
|                               | Titular                                   | Periodo                       |
| Creado por la reina Isabel II | Creado por la reina Isabel II             | Creado por la reina Isabel II |
| ----------------------------- | ----------------------------------------- | ----------------------------- |
| I                             | Mariano Oriola-Cortada e Ibáñez-Cuevas    | 1861-1876                     |
| II                            | Joaquín de Oriola-Cortada y Salsas        | 1877-1882                     |
| III                           | José de Oriola-Cortada y Salsas           | 1883-?                        |
| IV                            | Antonio de Oriola-Cortada y Renom         | 1900-?                        |
| V                             | Luis de Oriola-Cortada y Renom            | 1925-1942                     |
| VI                            | Alfonso de Oriola-Cortada y Renom         | 1943-1950                     |
| VII                           | Antonio de Oriola-Cortada y Guitart       | 1957-1985                     |
| VIII                          | Alfonso de Oriola-Cortada y de Salvadores | 1994-actual titular           |

## Historia de los condes del Valle de Marlés
- Mariano Oriola-Cortada e Ibáñez-Cuevas (1803-1876), I conde del Valle de Marlés.

El 10 de diciembre de 1877, le sucedió su hijo,
- Joaquín de Oriola-Cortada y Salsas (1842-1882), II conde del Valle de Marlés.

Sin descendencia
El 9 de enero de 1883, le sucedió su hermano,
- José de Oriola-Cortada y Salsas (1845-?), III conde del Valle de Marlés.

El 14 de mayo de 1900, le sucedió su hijo,
- Antonio de Oriola-Cortada y Renom, IV conde del Valle de Marlés.

Sin descendencia.
En diciembre de 1925, le sucedió su hermano,
- Luis de Oriola-Cortada y Renom (†1942), V conde del Valle de Marlés, barón de Eroles.

Sin descendencia.
En 1943, le sucedió su hermano,
- Alfonso de Oriola-Cortada y Renom (†1950),[6] VI conde del Valle de Marlés, barón de Eroles.

1. Casó con Ana Guitart y Salvadó.

El 31 de diciembre de 1957, le sucedió su hijo,
- Antonio de Oriola-Cortada y Guitart (†1985), VII conde del Valle de Marlés, Barón de Eroles, V marqués de la Cañada Ibáñez.

1. Casó en 1960 con María del Pilar de Salvadores Ortoll[7]

El 19 de octubre de 1994, le sucedió su hijo,
- Alfonso de Oriola-Cortada y de Salvadores (n.1961), VIII conde del Valle de Marlés, Barón de Eroles.

Actual titular.

## Armas
Escudo partido: 1º, de azur, una torre de plata de la que sale la copa de un árbol de sinople sumado de un pájaro al natural. 2º, de oro, un castillo de gules aclarado de azur y un tigre de azur entrando por su puerta.